# See It Through My Eyes
See It Through My Eyes es el segundo álbum de estudio de la cantautora estadounidense Meredith Brooks, compuesto por grabaciones de la década de 1980. Fue publicado en noviembre de 1997 para tratar de capitalizar el éxito conseguido por Brooks con el álbum Blurring the Edges y especialmente con el sencillo "Bitch".

## Lista de canciones
1. "Pick It Up" (Burns, Burns) - 3:22
2. "The Look" (Bolden, Brooks, Robinson) - 3:23
3. "You're Gonna Miss My Loving" (Perry) - 3:03
4. "See It Through My Eyes" (Brooks) - 3:27
5. "Thunder and Lightning" (Brooks, Burns) - 4:05
6. "Video Idol" (Brooks, Burns, Perry) - 3:51
7. "Jessica" (Brooks, Burns, Perry) - 3:30
8. "Company Man" (Burns, Burns, Miranda) - 3:05
9. "Your Attention" (Brooks, Burns) - 4:00
10. "Who's Fooling Who" (Brooks) - 3:31

## Créditos
- Meredith Brooks - guitarra, voz
- Bob Burns - batería
- William Burns - bajo, voz
- Robert Miranda - guitarra
- David Perry - guitarra, teclados